# Magdalene Thoresen
Magdalene Thoresen, født Anne Magdalene Kragh (3. juni 1819 i Fredericia – 28. marts 1903 i København) var en dansk/norsk forfatter.

## Opvækst
Anne Magdalene Kragh var født i Sundegade 16 i Fredericia som den næsteldste af fem børn, datter af fragteskipper og skibstømrer Thomas Nielsen Kragh (død 1846) og Anne Kirstine Pederssen (død 1877), en gårdmandsdatter fra Middelfartegnen, der drev værtshuset Kragereden i familiens største stue på hjørnet af Norgesgade og Sønder Voldgade ved havnen. Da forældrene havde dårlig råd, voksede hun op hos sin farmor, men efter dennes død på Magdalenes konfirmationsdag, flyttede hun hjem til forældrene. Hun gik på Borgerskolen, holdt af at læse, og skrev også sine egne vers.
Rygterne sagde, at "Lene" Kragh havde en affære med den daværende kronprins Frederik, der var bosat i Fredericia i årene 1834-39, da "Lene" var teenager. Kronprinsens palé lå lige i nærheden, og han kiggede gerne indenfor i Kragereden for en kaffepunch med hendes far. En gang blev hun observeret udklædt som matros på vej nedad gaden med en cigar i munden. Hun oplevede gradvis sig selv som "forhånet, foragtet, forskudt af alle", men til sidst sørgede den unge fabrikejer Anker Heegaard (1815–93) for at hjælpe hende økonomisk til en uddannelse til lærerinde i København. I 1839 begyndte hun på Madam Lindes institut på hjørnet af Rådhusstræde og Farvergade, og viste sig som en dygtig og flittig elev.

## Til Norge
Som student i København fik hun rygte på sig for at være letsindig, og hendes lidenskabelige forhold til den islandske student Grimur Thomsen resulterede i, at hun blev gravid. Han afsluttet forholdet. Hun besluttede at blive guvernante hos provst Hans Conrad Thoresen (1802-58), enkemand med fem børn mellem 5 og 10 år på Sunnmøre. Da hun havde født sin søn Axel Peter og og sat ham bort i Danmark, rejste hun "ung, lidende og ensom" i efteråret 1842 til Herø på Sunnmøre for at undervise hans fem børn. Hendes søn med Grimur Thomsen blev marineofficer og døde i ung alder af gul feber i Kina.
Ved sin strenghed og alvor vakte provst Thoresen først skræk hos hende; hans viljefaste væsen bandt snart hendes ustyrlige sind, da hun "sværmede for en stolt, stærk Mand". I den vilde, storslåede natur, der for øvrigt ved det mørke og sorgfuldt strenge harmonerede godt med hendes egen, var den første tid lidelsesfuld for hende; men her mødte hun også i sit nye hjem den tillid, hun så stærkt trængte til, og hun sluttede sig snart fuldt ud til de nye forhold. Hun har selv sagt, at Norge kaldte det bedste frem i hende, hærdede hendes karakter og gjorde hende til en personlighed. 13. oktober 1843 ægtede hun provst Thoresen, der anden gang var enkemand, og sammen flyttede de til Bergen, hvor han for hendes skyld havde søgt præsteembedet ved Korskirken; i virkeligheden havde hun foretrukket at være blevet på Sunnmøre. Denne begavede, i J.L. Heibergs skole fint uddannede mand – "en Blanding af en Luther og en napoleonsk Marechal" – støttede hende både kunstnerisk og menneskelig. Han underviste hende i latin og drev klassiske studier med hende; gennem stærk tvivl fæstnede sig ved hans hjælp det religiøse i hende som overbevisning. Ved rejser til Danmark, Tyskland, Schweiz og Frankrig søgte hendes mand at fremme hendes udvikling. I Bergen holdt hun omgang med Lyder Sagen, Ole Bull, Henrik Ibsen og flere andre betydelige personligheder; hun tog ivrig del i denne bys litterære liv, var i 1850 med til at grundlægge dens teater, skrev flere år igennem teaterkritikker i bergenske blade og leverede anonymt oversatte stykker til scenen der samt følgende, forfattede af hende selv: Et Vidne, skuespil i to akter (1852), der modtoges med afgjort bifald, Kongedatterens Bøn, dramatisk digtning i en akt (1853), der opførtes kun to gange, Hr. Money, vaudeville i en akt (1855), og Lys og Skygge, drama i fire akter (1859), der trods sin ejendommelighed og gode idé faldt til jorden på grund af en forfejlet plan og figurtegning.

## Tilbage i Danmark og fire år i Norge
11. juni 1858 døde hendes mand. Kort før havde hun lært Bjørnson at kende. I ham mødte hun Norges poesi. Han påvirkede hende, ikke gennem sine skrifter, men gennem sin person, og ved ham blev hun sig sin naturgrund bevidst. Hvad der hos ham var stemning, blev hos hende til karakter, og hun var nu klar over, at hun var født til at være forfatterinde. Han udgav sin første digtsamling, dog uden at hendes navn blev nævnet (1860). Hun indså, at "hun maatte følge sin Livskaldelse, og at et vedvarende Ophold i Bergen ville virke lammende på hendes Udvikling". Efter at have brændt næsten alle sine manuskripter, rejste hun i 1861 med sine fire børn til København. Efter flere fejlede forsøg på at komme på tryk, tog Illustreret Tidende hendes fortælling En Aften i Bergen ind i januar 1862, og Fædrelandet trykte andre af hendes arbejder. I 1862 udgav hun Billeder fra Vestkysten af Norge under sit eget navn, hvad der var usædvanligt for en kvinde. Her fortæller hun blandt andet om sit første møde med Sunnmøre i 1842: "Det første indtryk, jeg modtog af den mægtige natur, var skræk. Ved at se bjergene stå der i vild selvsikker trods, med det kæmpende hav omkring sig, var det som et uhyre rejste sig foran mig, og mit hjerte rystede i overmagtens vold. Men da jeg bemærkede de indfødtes skik: "En får sjå'n i øgene" (Man må se ham i øjnene), forstod jeg, at det var den filosofi, de havde uddraget af den kæmpende livsfærd, og at man kunne lære af den."
Hun fandt så en forlægger til sine Fortællinger (1863 c: 62). I 1864 udgav hun Signes Historie, der gjorde betydelig opsigt. Men skønt der åbnede sig gode og lønnende udsigter for hende i København, og hun i Norge gik nye kampe i møde, drog hun dog i foråret 1866 til Christiania og ville nu "melde sig ind i Litteraturen som norsk Forfatterinde"; thi der oppe var hendes digtning blevet undfanget, men i Danmark havde den rigtignok fået sin dåb. I Norge skrev hun samme år Jomfruen paa Gammelgaard, Gudrun og Pilt Ola, næste år Min Bedstemoders Fortælling. Samme år foredrog hun frit i Christiania en af sine fortællinger. I 1868 udkom Solen i Siljedalen. I 1869 skrev hun Drøm og Liv, Fra Lille Bælt, i hvilken fortælling hendes far er skildret, og skuespillet Et rigt Parti, som mødte fuld anerkendelse hos fru Heiberg, der bragte det frem på Det Kongelige Teaters scene, hvor det opførtes anonymt i 1870. Man fandt handlingen for tynd og sproget for billedrigt, men karaktertegningen var udmærket. Selv ikke efter at det var blevet forkortet, slog det rigtig an, til stor skuffelse for forfatterinden. Under hendes navn blev det samme år opført på Christiania Theater, hvor det gjorde lykke, og 1871 "i fri Oversættelse" på det kongelige Teater i Stockholm.

## Atter i Danmark og flere rejser
I 1869 havde fru Thoresen ansøgt den norske regering om en understøttelse; men Stortinget afslog enstemmigt dette andragende, og et lignende til Det Kongelige Norske Videnskabers Selskab i Trondheim fik samme år samme skæbne. Disse afslag følte hun, som om hun "blev vist ud af den norske Litteratur", og flyttede i efteråret 1870 bort fra Norge. Først tog hun ophold i København, men udtalte udtrykkelig, at hun ikke ville opgive at være norsk forfatterinde. I sommeren 1871 gjorde hun fra sit gamle hjem Herø en studierejse i båd gennem Sunnmøre og tilbragte vinteren i Christiania, hvor hun igen led under tilsidesættelse og tillige sygdom. 1872 udgav hun i København Billeder fra Vestkysten af Norge, 1873 slog hun sig ned i Frederiksværk for der at skabe et hjem for sin yngste søn, der skulle uddanne sig praktisk som polytekniker. Her fra udsendte hun samme år Nyere Fortællinger, der tidligere havde været udgivne enkeltvis, men nu vare omarbejdede. I 1873-74 holdt hun under stor tilslutning oplæsninger i Sverige og rejste der fra til Norge, særlig til Telemarken. I november 1874 var hun tilbage i Frederiksværk, men i foråret 1876 kaldtes hun til sin søn Thomas’ sygeleje i Christiania, og snart efter mistede hun ham. Samme år tog hun ophold i Zürich, hvor hendes yngste søn skulle studere ved polytechnicum. Der var hun i tre år og skrev straks efter sin ankomst der til Inden Døre, skuespil i tre akter, der 1878 opførtes på Det Kongelige Teater og vandt bifald ved sin interessante handling og gode udførelse. 1877 opførtes det på Christiania Teater og 1890 på Dagmarteatret i København. I Zürich samlede hun flere fortællinger til Livsbilleder (1877), fuldførte Christopher Valkendorf og Hanseaterne (1878) og skrev Herluf Nordal, en bog om bergenske forhold (1879). 1879 drog hun – til dels ved hjælp af en pengegave, særlig fra fru Heiberg – over München, hvor hun besøgte sin steddatter og svigersøn Henrik Ibsen, til Italien.

## Sidste sorgfyldte år
Efter sin hjemkomst til Danmark forfattede hun En opgaaende Sol, skuespil i fire akter, der 1882 blev opført på Det Kongelige Teater i København efter først at være blevet forkastet i Christiania; det spilledes kun to gange. Ved sin tilbagekomst fra udlandet fandt hun sin søn foruroligende svag, og til hendes usigelige sorg døde han i februar 1881 under et ophold i Menton. Hendes besøg hos sin datter og svigersøn i Vardø i 1881-82 resulterede i bogen Billeder fra Midnatssolens Land (1884). 1885 drog hun atter nordpå i båd mellem Vestfinmarkens øer og fjorde og skildrede så denne rejse i 2. del af samme værk (1886). I 1887 udgav hun et bind digte, og nu udkom følgende samlinger af novellistiske skildringer: Mindre Fortællinger (1891), Elvedrag og andre Fortællinger (1893), Livsluft (1895), Uden om Afgrunden (1897), Skæbner og Viljer (1899). Hun har tillige skrevet et i mange henseender interessant skuespil i tre handlinger: En Udflytning (1897). Rundt omkring til tidsskrifter, almanakker osv. har hun leveret talrige bidrag på vers og i prosa. Hendes arbejder er oversatte på forskellige sprog, og fra 1878-82 udkom i Berlin hendes Gesammelte Erzählungen i fem bind. Alle vegne vandt hun mere og mere stor anerkendelse. Da hun fyldte de 80 år, holdtes der under stærk tilslutning offentlige og private fester for hende; ved denne lejlighed tildelte Christian 9. hende Fortjenstmedaljen i guld, og Oscar 2. af Sverige gav hende Belønningsmedaljen af 1873 i guld. I 1891 tildelte den danske stat hende kr 800 årligt på finansloven, forhøjet i 1902 til kr 1.200. Alle sine senere år tilbragte hun i København, hvor hun døde 28. marts 1903.

## Vurdering
Som forfatterinde står fru Thoresen mellem sagaen og nutiden. Grundelementerne i den menneskelige natur drages hun stærkt imod og røber en dyb og fin psykologisk forståelse deraf. Hun vælger til behandling store emner, som hun sejrrig gennemarbejder. Hun skildrer stærke, voldsomme karakterer med store lidenskaber i kraftige brydninger, helst bønders og almuesfolks, og hun elsker det selvstændig stærke. Sit stof samler hun i enkelte hovedmomenter, men viser i alt sans for det væsentlige og er helt igennem "et Ordensmenneske". hendes komposition er altid dramatisk: den går fra afgørelse til afgørelse. Om sin stil siger hun selv træffende i et brev: 
| „ | Den er tung, men den er klar; den er langsom, men uden Nølen; den er personlig og må da forme sig efter sit Stof | “ |

. Af natur er hun væsentlig melankolsk, halvt et fantasiens, halvt et energiens menneske. Hun siger: 
| „ | Sandheden er mit Løsen, mit Valgsprog, min Lidenskab – Sandhed frem for alt! | “ |

 Aldrig har hun turdet skrive noget, som hun ikke selv kunne leve. Hun bryder sig ikke om at behage, men om at herske ved sin personligheds magt. Hendes natur har trængt til modgang, og hun har opsøgt kampen som den kraft, der gennem hendes jyske sejhed og trofasthed ville bringe hende lutring og sejer. Fuldt ud er hun kvinde og ynder "en Tavshed, som lukker sig om Sjælens Arbejde", men kun for senere at kunne blive til ord, der gavne menneskeslægten.
Hun er begravet på Assistens Kirkegård. Hendes efterladte papirer findes i Det Kongelige Bibliotek og i Bakkehusmuseet.
Der findes portrætmalerier af Eiler Jørgensen 1871 og af Johanne Krebs 1885. Buste af August Saabye (Ny Carlsberg Glyptotek; Frederiksborgmuseet). Portrætteret på stik af Magnus Petersen 1869: Nordiske Digtere. Træsnit 1866 efter tegning af Henrik Olrik, 1886, af H.P. Hansen efter kunstnerens tegning 1889 og af L.B. Hansen 1903.

## Forfatterskab

### Skuespil
- Et Vidne (Bergen, 1852),
- Kongedatterens Bøn (Bergen, 1853),
- Lys og Skygge (Bergen, 1859),
- Et rigt Parti,
- Inden Døre (1877),
- Kristoffer Valkendorf og Hanseaterne (1878),
- En opgaaende Sol (1881)
- En Udflytning (1897)

### Digte
- Digte af en Dame (Bergen 1861)
- Digte (1887)

### Noveller
- Fortællinger (1863)
- Signes Historie (1864)
- "Pilt-Ola" (i Vintergrønt 1867; s. 264-309)
- Billeder fra Vestkysten af Norge (1872, ny udgave 1899) og
- Billeder fra Midnatssolens Land, I–II (1884 og 1886)
- Nyere Fortællinger (1873),
- Livsbilleder (1877),
- Mindre Fortællinger (1891),
- Elvedrag og andre Fortællinger (1893),
- Livsluft (1895),
- Uden om Afgrunden (1897),
- Skæbner og Viljer (1899),
- Udvalgte Fortællinger (1903).